# Made in France (compilation de Mireille Mathieu)
Pour les articles homonymes, voir Made in France (homonymie).
Albums de Mireille Mathieu
Mireille Mathieu Ennio Morricone
(29 avril 2016)
Made in France est un double CD, annoncé sur le site officiel de Mireille Mathieu le 15 août 2017, regroupant toutes les grandes chansons françaises connues dans le monde interprétées par la chanteuse.     

## Chansons de la compilation
- CD 1
- 01                                  C’est si bon
- 02                                  J’aime Paris (Inédit en CD)
- 03                                  Hymne à l’amour (Version alternative inédite) (Inédit en CD)
- 04                                  La Mer
- 05                                  Les feux de la chandeleur (Inédit en CD)
- 06                                  Les Feuilles mortes
- 07                                  Mon homme (Inédit en CD)
- 08                                  Padam, padam...
- 09                                  Ne me quitte pas
- 10                                  La Paloma adieu
- 11                                  Comme d’habitude
- 12                                  Parlez-moi d'amour
- 13                                  J’ai gardé l’accent (Version alternative inédite) (Inédit en CD)
- 14                                  La Vie en rose
- 15                                  Paris en colère
- 16                                  De Gaulle
- 17                                  Je suis seule ce soir
- 18                                  Molière (Inédit en CD)
- 19                                  La fête à la galette
- 20                                  Des soleils bleu blanc rouge

- CD 2
- 01                                  Une histoire d’amour (Love Story)
- 02                                  Made in France
- 03                                  Non, je ne regrette rien
- 04                                  Elise (Chanson Inédite)  (Inédit en CD)
- 05                                  Amour défendu
- 06                                  The Song from Moulin Rouge (en)
- 07                                  Sous le ciel de Paris
- 08                                  Le canotier de Maurice Chevalier
- 09                                  La quête
- 10                                  Pour le meilleur et pour le pire (Inédit en CD)
- 11                                  Un homme, une femme
- 12                                  Paris perdu (Inédit en CD)
- 13                                  Ne me quitte pas, ne me quitte pas mon amour (Medley Les parapluies de Cherbourg / Ne me quitte pas)
- 14                                  Plaisir d’amour
- 15                                  Monsieur Pagnol (Inédit en CD)
- 16                                  Milord
- 17                                  Le premier rendez-vous
- 18                                  Je suis malade (Chanson Inédite) (Inédit en CD)
- 19                                  Medley (Version inédite) (Inédit en CD) Que reste-t-il de nos amours / La mer / C’est si bon
- 20                                  Danse la France